# Cyrtodactylus kunyai
Cyrtodactylus kunyai es una especie de gecos de la familia Gekkonidae.

## Distribución geográfica yhábitat
Es endémica de una cueva del norte de (Tailandia).